# Кушелев, Владимир Лукич
Владимир Лукич Кушелев (1 мая 1853—1915) — российский государственный деятель, сенатор, мировой судья по Холмскому Уезду.

## Биография
Родился 1 мая 1853 года. На службу поступил в 1872 году юнкером в школу. 10 августа 1873 года из эстандарт-юнкеров произведён в корнеты кавалергардского полка. В 1877 году произведён в поручики. С 17 апреля по 18 августа того же года состоял полковым квартирмистром. 18 августа того же года прикомандирован к лейб-гвардейскому атаманскому казачьему полку.
16 января 1878 года зачислен по гвардейской кавалерии и награждён орденом святой Анны 4-й степени. 21 декабря того же года уволен в отставку в чине штабс-ротмистра с мундиром. С 1879 года по 1887 год состоял причисленным к государственному контролю. С 1890 по 1899 состоял чиновником особых поручении при Варшавском генерал-губернаторе. В 1892 году произведён в статские советники и в 1894 году пожалован орденом святого Владимира. В 1883—1885, 1889—1891 — выборный гласный земского собрания Холмского уезда и Псковского губернского земского собрания и три 3-летия был избираем в почётные мировые судьи. В 1904 году по собственному желанию уволен в отставку. Скончался в 1915 году.
Был женат на Ольге Петровне урожденной Семянниковой, дочери генерал-майора Петра Фёдоровича Семянников и имел от неё детей: Георгия, Кирилла и Вадима.

## Труды
- Мурман и его промысла / [Соч.] В. Л. Кушелева Санкт-Петербург : тип. Рус. скоропеч. (Э. Корево), 1885
- Возможный источник необходимых средств для введения и применения противопожарной гигиены в России / [Соч.] (Гласного Псков. губ. зем. собр. В. Л. Кушелева) Псков : тип. Губ. земства, 1892
- Земский голос / [В. Кушелев] Псков : электр. типо-лит. Губ. земства, 1912